# Voie échelle
Une voie échelle est une partie de voie engins permettant en outre la mise en action d'échelles aériennes (échelles pivotantes automatiques, EPA).
La largeur utile est au minimum de 4 mètres, la longueur utile de l'aire au minimum de 10 mètres, la pente au maximale de 10 %. L'aire doit être éloignée entre 1 et 8 m du bâtiment lorsque le positionnement est parallèle à la façade, et de 1 m au plus si la mise en station est perpendiculaire.
En France, une voie échelle est obligatoire pour les bâtiments de logements de la 3e famille A, ainsi que pour certains ERP et  BUP (ou ERT (notamment si le plancher bas du dernier niveau accessible (usage courant) est à une hauteur de plus de 8 m du sol accessible aux engins de secours.
Pour les ERP (lorsque la voie échelle est demandée), les exigences ci-dessus sont complétées par : Pour la ou les façade(s) accessible(s) exigées, au moins une voie échelle tous les 20 m;  Si la voie est en impasse, la largeur totale (y compris stationnements et bas-côtés) est portée à 10 m et la largeur utile de 7 m. (ce dernier point permet notamment la circulation en parallèle de l'engin échelle en station par les autres équipes et engins des services se secours et sécurité civile).